# Daniel Guichard chante Édith Piaf
Albums de Daniel Guichard
Mon vieux
(1974) Je t’aime tu vois
(1976)
Daniel Guichard Chante Édith Piaf est un album de Daniel Guichard, sorti le 30 novembre 1974.

## Liste des titres
| No  | Titre                             | Durée |
| --- | --------------------------------- | ----- |
| 1.  | Mon Dieu                          | 2:14  |
| 2.  | Mon manège à moi                  | 3:10  |
| 3.  | Monsieur Lenoble                  | 3:15  |
| 4.  | Plus bleu que le bleu de tes yeux | 2:45  |
| 5.  | La Goualante du pauvre Jean       | 2:02  |
| 6.  | L'accordéoniste                   | 3:50  |
| 7.  | Bravo pour le clown               | 3:05  |
| 8.  | Hymne à l'amour                   | 3:14  |
| 9.  | Les Amants d'un jour              | 2:45  |
| 10. | La Vie en rose                    | 2:55  |
| 11. | De l'autre côté de la rue         | 2:46  |
| 12. | Les Grognards                     | 2:55  |